# Complejo de Fútbol Raimundo Tupper Lyon
El Complejo de Fútbol Raimundo Tupper Lyon es una instalación deportiva que forma parte del Complejo Deportivo San Carlos de Apoquindo ubicado en la comuna de Las Condes en la Región Metropolitana de Santiago (Chile). Su propietario es el Club Deportivo Universidad Católica, y es utilizado principalmente por su rama de fútbol profesional.
En 2009 la directiva de Universidad Católica y Cruzados SADP, toman la decisión de renombrar el recinto a Complejo de Fútbol Raimundo Tupper Lyon, en honor al exjugador del club, Raimundo Tupper Lyon.

## Historia
La rama de fútbol se practicaba inicialmente en el Estadio Universidad Católica, donde se albergó los partidos de la Universidad Católica en su etapa de transición entre el amateurismo y el profesionalismo. El 11 de noviembre de 1927 de ese año, Universidad Católica, en ese entonces, Federación Deportiva UC, y en conjunto con la PUC, tomó propiedad de los Campos de Sports de Ñuñoa donde se trasladó la rama del fútbol.
El 12 de octubre de 1945, se inauguró el Estadio Independencia. Estaba ubicado en la comuna de Independencia. Debido al crecimiento de la institución el fútbol se trasladó al Complejo Deportivo Santa Rosa, que poseía múltiples canchas de fútbol junto con camarines, y gimnasios. Tras la venta del Estadio Independencia en 1972, el club anunció el proyecto de una nueva ciudad deportiva en los faldeos cordilleranos. Es así, como se da nacimiento al Complejo Deportivo San Carlos de Apoquindo en honor a Carlos Casanueva.
En 1980 bajó la administración de Andrés Becker Opazo comienza la construcción del recinto deportivo que sería conocido como Complejo de Fútbol, con cuatro canchas de entrenamiento, tres de ellas de empastadas y la restante de maicillo junto con una residencia para 30 personas. Finalmente el recinto deportivo se inauguró en 1981 y es utilizado por las diversas secciones del Club Deportivo Universidad Católica, pero especialmente en las actividades relacionadas con el fútbol.

## Remodelaciones

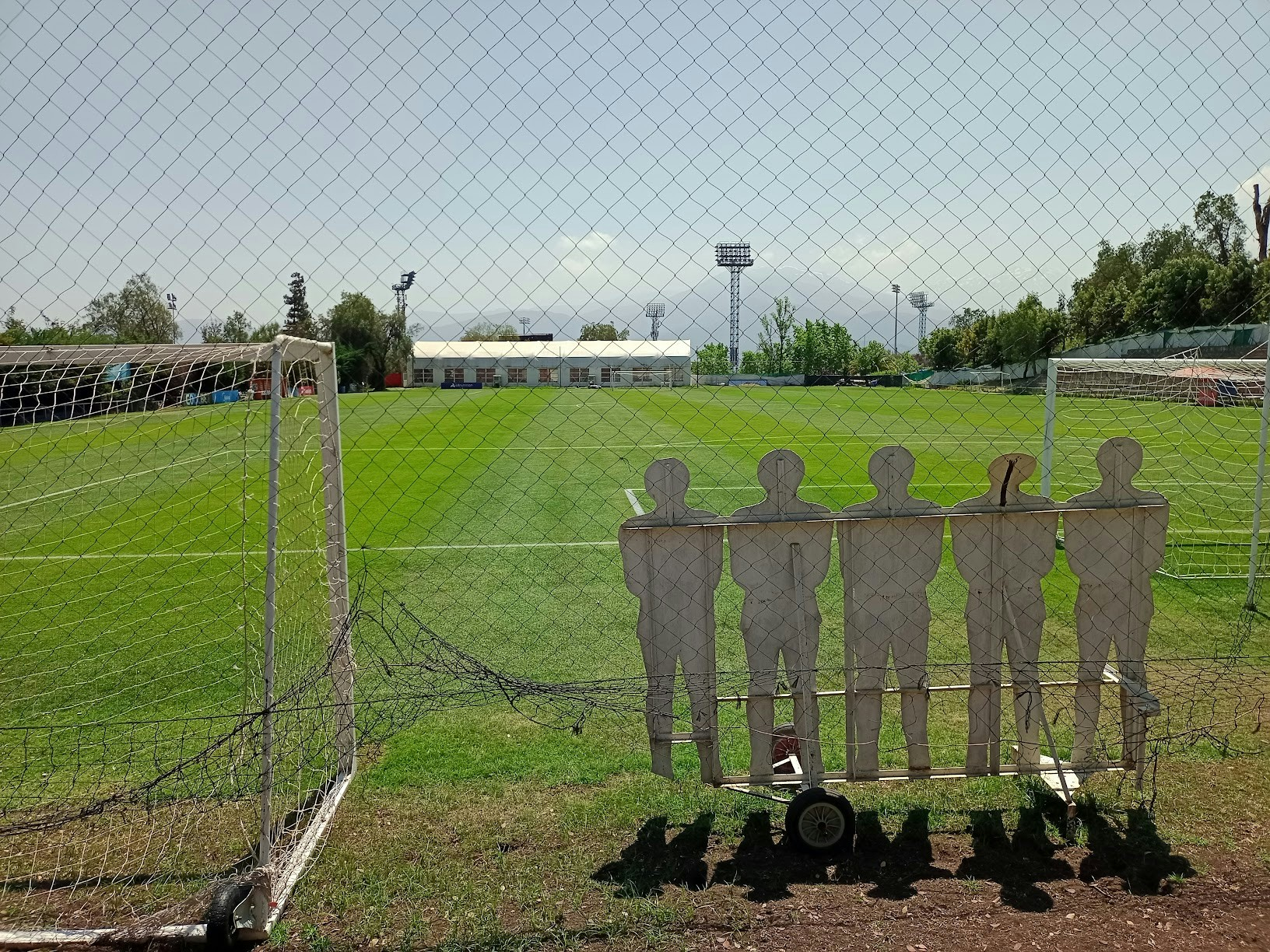
Cancha del plantel profesional de fútbol.

Su primera remodelación importante se llevó a cabo en 2012, con la inversión de 200 millones para la modernización de las piezas, living, y oficinas de la casona de residencia. Al año siguiente, Cruzados SADP firmó un acuerdo con la Red de Salud UC Christus para mejorar la clínica deportiva en sus áreas médica y kinésica, como los camarines.
En el año 2018, se inauguró un gimnasio para el fútbol UC, siendo el más grande de un equipo de fútbol en Chile, el recinto abarca los 504 m² y la inversión bordeó los 215 millones de pesos chilenos provenientes de aumentos de capital realizados a fines de 2015. El gimnasio se encuentra ubicado al lado de la cancha principal "Alberto Buccicardi". En 2021, se instaló un sistema de eco climatización de aire de alta tecnología marca Airwater.
En febrero de 2023, tras el proceso de remodelación del Estadio San Carlos de Apoquindo, una parte de las butacas fueron reutilizadas para las mejoras de la Cancha 1, siendo reubicados alrededor de 1000 asientos en el recinto. La cancha 2 por su parte, se remodeló en abril del mismo año con el cambio del césped natural a una superficie sintética de nivel FIFA Quality Pro.

## Instalaciones

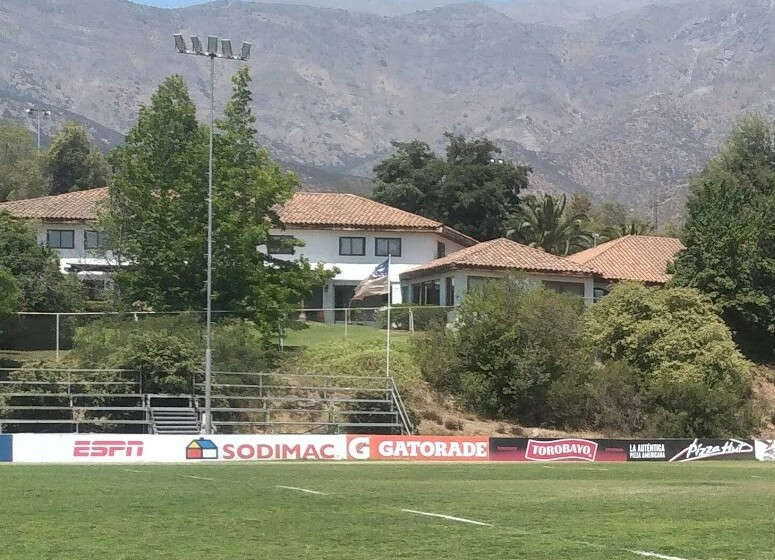
Vista parcial de la Casa Cruzada "Mario Livingstone.

Alberga una superficie de 1,913,94 metros cúbicos. Cuenta con un gimnasio para la preparación de todas las categorías del fútbol de Universidad Católica,instalaciones administrativas y deportivas, casonas de residencia, entre otros.
Contiene cuatro canchas de fútbol, tres para el fútbol profesional y otra junto a la casona de residencia. La cancha principal fue bautizada como "Alberto Buccicardi" en honor al entrenador campeón en 1949, mientras que la casona de residencia fue renombrada "Mario Livigstone", como homenaje al impulsor en la creación del fútbol formativo.
El área de entrenamiento comprende:
- Cancha 1 "Alberto Buccicardi"
  - Capacidad 1.000 espectadores.[21]
  - Pasto sintético.
  - Gimnasio de 504 m². Sistema de eco climatización.
- Cancha 2
  - Pasto sintético.
- Cancha 3 y 4
  - Césped natural.
- Casa Cruzada "Mario Livingstone"
  - Salas de recuperación .
  - Dormitorios de concentración.
  - Camarines del plantel profesional, fútbol formativo y femenino.
  - Clínica médica.
  - Clínica Kinésica.
  - Casino.
  - Sala de prensa.
  - Oficinas administrativas de Cruzados SADP.